# André-Joseph Abrial
Pour les articles homonymes, voir Abrial.
André Joseph, comte Abrial, né le 19 mars 1750, à Annonay et mort le 13 novembre 1828, à Paris, est un jurisconsulte et homme politique français.

## Biographie
Il naît le 19 mars 1750 à Annonay.

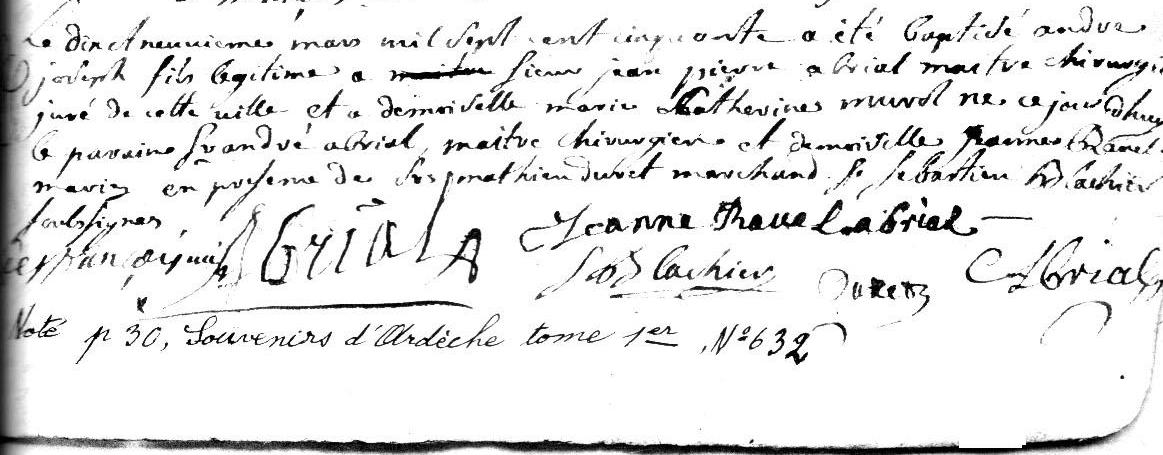
Acte de naissance d'André Joseph Abrial.

Il est le fils unique de Jean Pierre Abrial, maître chirurgien juré, et de Marie Christine Murol, sa famille tenait un rang honorable dans la société.
Plusieurs membres de la famille Abrial rempliront d'importantes fonctions publiques sous le gouvernement consulaire et impérial. Un de ses proches parents était nommé commissaire du gouvernement près le tribunal de première instance du Puy (18 mai 1800) et un autre (24 mai 1800) au tribunal de Lavaur ; un troisième, Barthélémy Abrial, vicaire général du diocèse du Puy, prêta serment en cette qualité le 14 mai 1802, conformément au Concordat.

### Avant 1789
Après avoir étudié à l'abbaye-école de Sorèze, le jeune Abrial obtint une bourse au Collège d'Autun qui avait été réuni à celui de Louis-le-Grand. Il se distingua par d'excellentes études et fut reçu dans l'ordre des avocats.
Après avoir été quelque temps avocat au parlement, il fut admis dans les bureaux du duc d’Aiguillon, ministre des Affaires étrangères, par la protection de Monsieur Cothonay, gendarme de la garde du roi, qui était né à Saint-Vallier, mais qui avait passé sa jeunesse auprès d’un de ses oncles, chanoine à la collégiale de Tournon.
Une sorte de bégaiement dont il était affecté lui rendant la plaidoirie difficile, d'une part, et le coup d'État du chancelier Maupeou et l’exil des parlementaires en 1771, d'autre part, l'éloigneront momentanément du barreau. Il fut chargé, la même année, par Maupeou, de la gestion d'un comptoir français au Sénégal. Obligé de revenir en France, après une maladie grave, il reprit l’exercice de sa profession en 1776 au Parlement de Paris.

### Révolution française
Dès les premiers jours de la Révolution, Abrial adopta les idées nouvelles, mais sans excès. Sa réputation de jurisconsulte ayant pris assez de consistance et d'extension, il fut nommé le 18 janvier 1791, lors de l’organisation des tribunaux, commissaire du roi au 6e arrondissement de Paris et passa très rapidement, le 3 septembre 1791, au tribunal de cassation, où il succéda à Hérault de Séchelles. Sa conduite et sa modestie le préservèrent durant cet intervalle des orages de la Révolution. Il eut soin de se renfermer strictement dans le cercle de ses devoirs, de ne tenir d’autre langage que celui de la justice et de ne céder à d’autre impulsion que celle de sa conscience.
Le Directoire le nomma à Naples, le 20 février 1799, commissaire civil pour organiser la République napolitaine. Il se lia intimement avec le général MacDonald et son administration fut si sage que le roi des Deux-Siciles conserva à sa rentrée quelques-unes des améliorations apportées par Abrial. À son retour de Naples, sa place de commissaire à la Cour de cassation était pourvue, mais « la démission volontaire de M. Jourde » qui l’occupait, la rendit vacante pour Abrial. À la même époque, il est commissaire près de l'administration du Prytanée français.

### ConsulatetPremier Empire
Après le 18 brumaire, Bonaparte, qui s'y connaissait en hommes, offrit le ministère de la Justice à Abrial, le 25 décembre 1799. Cette élévation fut approuvée par tous les personnages qui se trouvaient alors chargés de diriger le timon de l'État. Le premier Consul, en confiant à Abrial le portefeuille de la justice, dit à ce magistrat qui obtenait sa confiance : « Monsieur, ce n'est pas moi, c'est la voix publique qui vous nomme. »
Ce n'était pas une sinécure que les fonctions de ministre sous Napoléon, il ne s'agissait rien moins, après le 18 brumaire, que de réorganiser tous les corps judiciaires, de suppléer par des consultations aux tribunaux en l'absence des Codes, qui se trouvaient tombés dans le domaine de la prescription sans être encore remplacés par une loi nouvelle. Abrial s'acquitta consciencieusement de ce devoir difficile. Il travailla à dissiper le désordre et la confusion qui régnaient dans l’administration de la justice, laquelle, en l’absence de codes, flottait entre les anciennes et les nouvelles lois. Avec discernement, il dirigea, par de savantes circulaires, les tribunaux vers l’unité de la jurisprudence. Plus tard, il prit une grande part à l’élaboration du code Napoléon. Il s’employa, également, à faire rayer des noms sur la liste des Émigrés.

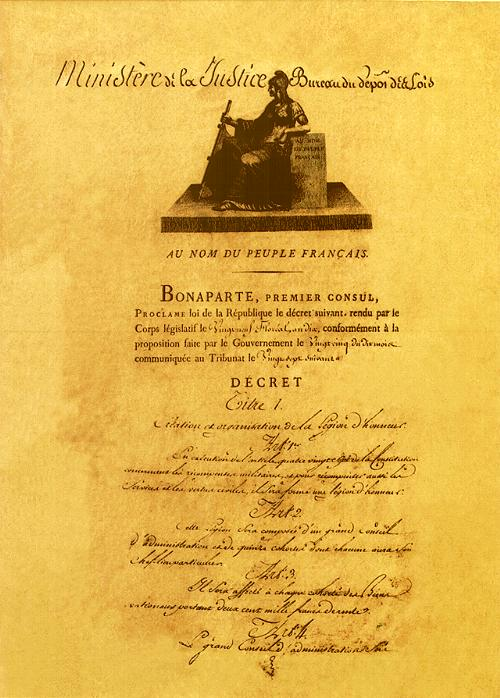
Décret du (19 mai 1802) portant création de la Légion d'honneur.

C'est dans ces fonctions de ministre de la Justice qu'il signe, le 29 floréal an X (19 mai 1802), le décret portant création de la Légion d'honneur.
Lorsque, au mois de fructidor an XI, le ministère de la Justice changea d'organisation, le premier Consul fit passer Abrial au Sénat conservateur (14 septembre 1802), et, le 5 vendémiaire an XII, l'investit de la sénatorerie de Grenoble. Il fut, le 25 prairial de la même année élevé à la dignité de grand officier de la Légion d'honneur.
En 1808, l’Empereur, reconnaissant son talent d’administrateur, l’envoya en Piémont, à Gênes et à Milan, pour y organiser la justice et introduire le Code Napoléon. À son retour de cette importante mission, eu 1809, il fit partie de la commission nommée par le Sénat pour la surveillance de la liberté individuelle.
Créé comte de l'Empire le 26 avril 1808 et Grand-croix de l'Ordre de la Réunion, il épousa en juillet 1811, en secondes noces, sa cousine Marie Anne Rosalie Abrial. Le contrat de mariage fut signé par l'Empereur, qui le nomma, sept mois après (janvier 1812), président du collège électoral du Cantal. Il signa l'adresse envoyée par ce collège à Napoléon.
Pendant tout le temps de l’Empire, Abrial fit partie de cette majorité du Sénat conservateur qui approuva toutes les mesures du maître, ce qui ne l’empêcha pas, en avril 1814, de voter un des premiers la déchéance de Napoléon Ier.

### Restauration française
Il ne faut pas s’étonner outre mesure si, en 1814, Abrial accepta la Restauration, car il était resté, au fond, attaché aux Bourbons. Il avait connu leur gouvernement. S’il aima l’Empereur qui fut son bienfaiteur et qu’il appréciait personnellement, il n’aima jamais le régime impérial ; le gouvernement personnel et militaire n’allait pas avec son caractère de légiste.
Louis XVIII récompensa son vote en le comprenant sur la liste des pairs de France le 4 juin 1814, d'où l'écarta Napoléon à son retour de l’Île d'Elbe. Parmi ses propositions faites à la Chambre, celle du 27 août 1814, à propos du projet de loi sur la presse, vise l'établissement de la censure pour deux ans.
Redevenu Pair de France après les Cent jours, Abrial fut un des membres ardents de la majorité royaliste. Son nom figure parmi les 139 membres de la Chambre haute qui votèrent la mort du maréchal Ney en 1815. De 1816 à 1820, il fut membre d'un grand nombre de commissions et presque toujours chargé de leurs rapports.
Le 8 mars 1816, il déposa le rapport de la commission chargée d'examiner la résolution de la Chambre des députés du 9 février 1816, relative à la suppression des pensions ecclésiastiques dont jouissaient des prêtres mariés ou ayant renoncé à leur état en embrassant une profession incompatible avec le sacerdoce. Le comte Abrial combattit vivement la résolution de la Chambre, qui n'en fut pas moins adoptée, le 9 mars, par la Chambre des pairs, sur les instances de Chateaubriand.
Le 21 décembre 1816, Abrial déposa un long rapport sur le projet de loi relatif aux effets du divorce. Il insista surtout sur la nécessité d'interdire le mariage à tout conjoint précédemment divorcé avant le pré-décès de l'autre conjoint, même quand celui-ci était remarié ; il défendit cette prohibition par des arguments tirés : « de l'état de la législation », – la loi d'abolition du divorce devant produire tous ses fruits, – de « la morale, dont le domaine embrasse tous les temps » – de « la religion, enfin, qui élève sa voix encore plus haut ».
Le 25 février 1817, il conclut, au nom de la commission, à l'adoption du projet de loi donnant au pouvoir le droit de renvoyer les ouvrages incriminés devant les tribunaux par la voie de la saisie. Adopté, le 11 mars, à l'unanimité par la Chambre des pairs.
Le 18 avril 1818, enfin, il présenta le rapport sur un projet qui réunissait, en une seule et même loi, tout ce qui concerne la contrainte par corps pour causes civiles et pour dettes commerciales.
Abrial fit insérer dans le Constitutionnel du 2 mai 1817 un éloge de Laurent de Grégory.
Vers la fin de l’année 1819, Abrial devint presque aveugle mais ne cessa pas néanmoins d’assister aux séances de la Chambre. Son opération de la cataracte (1828), bien réussie, semblait lui assurer quelques années de bonheur, mais il mourut à Paris, le 14 novembre de cette année. Il fut inhumé au cimetière du Père-Lachaise (28e division). Reposent dans la même sépulture, son épouse, son fils André Pierre Etienne, comte Abrial (1783-1840), et Etienne Jules comte Abrial inhumé en 1891, puis transféré au cimetière du Sud le 22 juillet de la même année.
Son éloge funèbre fut prononcé à la chambre des pairs par le Comte Lemercier le 2 mars 1829.
André Joseph Abrial était un esprit froid, lucide et circonspect. On a dit, non sans raison que sa prudence allait parfois jusqu’à la pusillanimité. D’un talent un peu grave, il fut surtout un savant jurisconsulte et un grand administrateur.

## Fonctions
- Ministre de la Justice (25 décembre 1799 - 14 septembre 1802) ;
- Sénateur de l'Empire (27 fructidor an X : 14 septembre 1802) ;
  - Titulaire de la sénatorerie de Grenoble ;
- Membre de la Chambre des pairs :
  - Pair à vie par ordonnance du 4 juin 1814 (Première Restauration) ;
  - Confirmation de pairie à titre héréditaire, par l'ordonnance du 19 août 1815 (Seconde Restauration).

## Titres
- 1er Comte Abrial de l'Empire (lettres patentes du 26 avril 1808, Bayonne[6]), avec dotation en Poméranie) ;
- Comte-pair héréditaire (ordonnance du 31 août 1817, confirmé sur majorat de pairie par lettres patentes du 20 décembre 1817).

## Distinctions
- Légion d'honneur :
  - Légionnaire (9 vendémiaire an XII : 2 octobre 1803) ;
  -  Grand officier de la Légion d'honneur (25 prairial an XII : 14 juin 1804) ;
- Grand-croix de l'Ordre de la Réunion (1813).

## Armoiries
| Figure | Blasonnement |
|        | Armes du comte Abrial et de l'Empire Selon ses lettres patentesEcu de gueules coupé d'argent ; sur le gueules un soleil d'or d'ardant de senestre ; sur l'argent arbre de sinople terrassé de même. On trouve aussiCoupé : au I, parti du quartier des comtes sénateurs et de gueules au soleil d’or dardant de senestre ; au II, d’argent à l’arbre de sinople terrassé de même. OuParti au I, coupé du quartier des comtes sénateurs et de gueules au soleil d’or dardant de senestre ; au II, d’argent à l’arbre de sinople terrassé de même. - Livrées : jaune, blanc, rouge et bleu. |
|        | Armes de comte-pair héréditaire D'argent au chêne terrassé de sinople, au chef d’azur chargé d’un soleil d’or., |